# A Star Brighter Than the Sun
A Star Brighter Than the Sun (яп. 太陽よりも眩しい星, Taiyō Yori mo Mabushii Hoshi, Зірка що яскравіша за сонце) — серія манґи, написана та проілюстрована Кадзуне Кавахарою. Її публікація почалася в червні 2021 року в журналі сьодзьо манґи Bessatsu Margaret видавництва Shueisha. Прем'єра аніме-серіалу, створеного студією Studio Kai , запланована на жовтень 2025 року.

## Персонажі
Сае Івата (яп. 岩田 朔英, Iwata Sae)
Сейю: Саюмі Судзушіро (проморолик), Мінорі Фуджідера (аніме)
Кокі Камішіро (яп. 神城 光輝, Kamishiro Kōki)
Сейю: Шунсуке Такеучі (проморолик), Юкі Оно (аніме)

## Медіа

### Манґа
Манґа «A Star Brighter Than the Sun» (Зірка що яскравіша за сонце), написана та проілюструвала Кадзуне Кавахара, почала виходити 11 червня 2021 року в сьодзьо-журналі «Bessatsu Margaret» від видавництва Shueisha. Станом на квітень 2025 року розділи серії були зібрані в одинадцять томів-танкобонів. У травні 2024 року компанія Viz Media оголосила, що отримала ліцензію на видання цієї серії англійською мовою.
| №  | Дата виходу       | ISBN                   |
| -- | ----------------- | ---------------------- |
| 1  | 25 жовтня 2021    | ISBN 978-4-08-844539-7 |
| 2  | 25 лютого 2022    | ISBN 978-4-08-844579-3 |
| 3  | 23 червня 2022    | ISBN 978-4-08-844612-7 |
| 4  | 25 жовтня 2022    | ISBN 978-4-08-844698-1 |
| 5  | 24 лютого 2023    | ISBN 978-4-08-844707-0 |
| 6  | 23 червня 2023    | ISBN 978-4-08-844750-6 |
| 7  | 25 жовтня 2023    | ISBN 978-4-08-844836-7 |
| 8  | 22 лютого 2024    | ISBN 978-4-08-844873-2 |
| 9  | 25 липня 2024     | ISBN 978-4-08-843028-7 |
| 10 | 25 листопада 2024 | ISBN 978-4-08-843061-4 |
| 11 | 24 квітня 2025    | ISBN 978-4-08-843129-1 |
| 12 | 25 серпня 2025    | ISBN 978-4-08-843169-7 |

### Аніме
Прем'єра аніме-серіалу, про який оголосили 10 лютого 2025 року, відбудеться в жовтні 2025 року на телеканалі TBS. Серіал створено студією Studio Kai під керівництвом режисерки Аї Кобаяші. Сценарій написав Ясухіро Наканіші, дизайн персонажів розробив Цзен Цзіньфен, а музику — Нацумі Табучі та Мікі Сакурай.

## Сприйняття
У 2021 році манґу номінували на 12-ту премію An An Manga Award, а у 2023 році вона здобула перемогу на 14-й церемонії. Крім того, у 2023 році видання Takarajimasha Kono Manga ga Sugoi! поставило на восьме місце у списку найкращої манґи для жіночої аудиторії.